# Liste der Naturdenkmale in Hasselbach (Westerwald)
Die Liste der Naturdenkmale in Hasselbach nennt die im Gemeindegebiet von Hasselbach ausgewiesenen Naturdenkmale (Stand 15. Februar 2024).

## Naturdenkmale
| Nr.         | Bezeichnung                             | Lage                               | Beschreibung  | Bild                                    |
| ----------- | --------------------------------------- | ---------------------------------- | ------------- | --------------------------------------- |
| ND-7132-401 | Stieleiche in der Gemarkung Hasselbach  | Hauptstraße, gegenüber Nr. 52 Lage | Quercus robur | Direkt Bild zu diesem Denkmal hochladen |
| ND-7132-411 | Alte Eiche auf dem Grundstück Schneider | Hauptstraße, bei Nr. 33 Lage       | Quercus sp.   | Direkt Bild zu diesem Denkmal hochladen |